# Aphis acetosae
Aphis acetosae är en insektsart som beskrevs av Carl von Linné 1767. Aphis acetosae ingår i släktet Aphis och familjen långrörsbladlöss. Arten är reproducerande i Sverige.

## Underarter
Arten delas in i följande underarter:
- A. a. acetosae
- A. a. rumicivora

## Bildgalleri

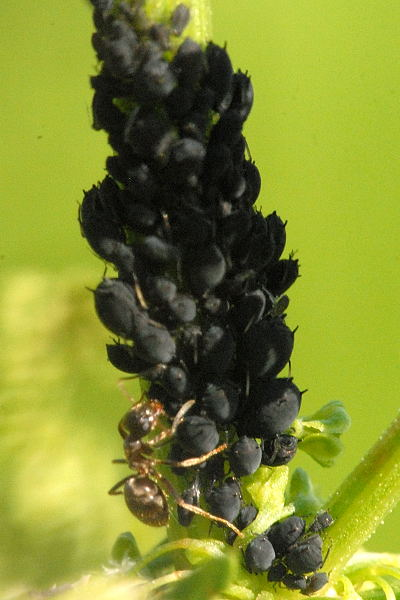